# Penelope Curtis
Penelope Curtis é uma administradora de arte britânica, natural da Escócia. Foi directora da Tate Britain entre 2010 e 2015, entre 2015-2020 foi directora do Museu Calouste Gulbenkian, em Lisboa.

## Vida
Curtis frequentou os primeiros anos escolares numa escola estadual, formando-se em 1982 em História Moderna no Corpus Christi College, na Universidade de Oxford. Doutorou-se em escultura francesa pós-Rodin no Instituto de Arte Courtauld de Londres.
Em 1994, assumiu a liderança da colecção de esculturas no Instituto Henry Moore, em Leeds, passando a dirigir a galeria de arte Tate Britain em 2010.

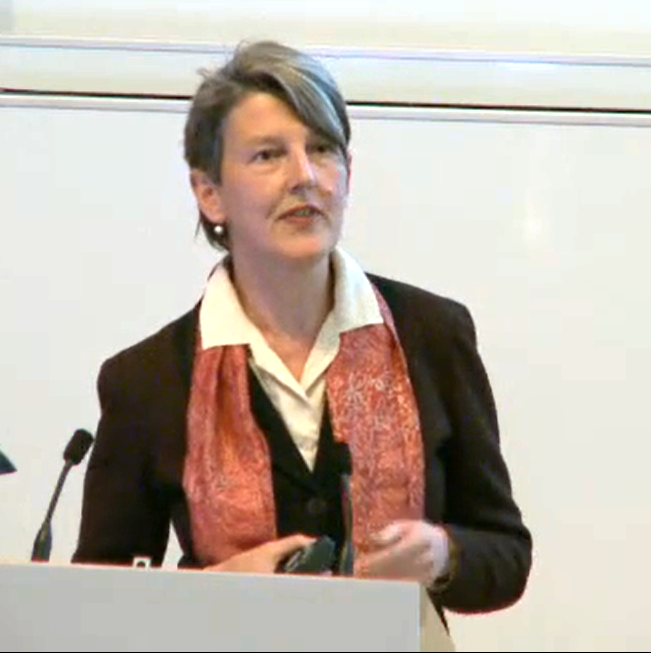
Curtis apresentando-se na Said Business School em 2011

Em Março de 2015, foi anunciado que Curtis deixaria a Tate Britain em Londres, após cinco anos no comando.
Embora Curtis houvesse enfrentado alguns problemas, atribuídos pelo historiador da arte Nicholas Serota e alguns dos seus colegas portugueses à misoginia, esse não foi o motivo de sua partida. Parte do motivo prende-se com a sua preocupação com o facto das exposições precisarem de ter apelo popular, por forma a gerar receita e equilibrar a contabilidade, dada a política nacional de entrada gratuita em museus. A razão principal, no entanto, foi a atracção pela oportunidade de administrar o Museu Calouste Gulbenkian, um museu de capital privado. Embora este museu atraísse apenas pouco mais da metade dos visitantes da Tate Britain, tinha dez curadores e era apoiado por uma fundação grande e generosa.

Curtis começou a dirigir o Museu Calouste Gulbenkian em 2016, sendo a primeira estrangeira a assumir esta posição, com a principal missão de juntar a colecção de arte moderna do adjacente Centro de Arte Moderna, com a colecção de seis mil objectos do museu, usando o desafio para integrar a colecção islâmica reunida de vários países árabes numa nova "galeria de travessias" em 2018. Segundo Curtis, esta nova galeria será a primeira mudança substancial no museu desde 1969.